# بيرت شنايدر (متسابق دراجات نارية)
بيرت شنايدر (بالألمانية: Bert Schneider)‏ كان متسابق دراجات نارية نمساوي. نافس في سباقات بطولة العالم لفئة 500 سي سي ولفئة 350 سي سي ولفئة 250 سي سي ولفئة 125 سي سي ولفئة 50 سي سي. كما شارك في كأس جزيرة مان السياحية.